# Корденонс
Корденонс (итал. Cordenons) — коммуна в Италии, располагается в регионе Фриули-Венеция-Джулия, в провинции Порденоне.
Население составляет 18 476 человек (2008 г.), плотность населения составляет 330 чел./км². Занимает площадь 56 км². Почтовый индекс — 33084. Телефонный код — 0434.
В коммуне 8 сентября особо празднуется Рождество Пресвятой Богородицы. Покровителем коммуны почитается святой апостол Пётр, празднование 29 июня.

## Демография
Динамика населения:

## Администрация коммуны
- Официальный сайт: http://www.comune.cordenons.pn.it